# Marcus Atilius Regulus (consul en -294)
Pour les articles homonymes, voir Marcus Atilius Regulus et Atilius Regulus.
Marcus Atilius Regulus est un homme politique de la République romaine, de la gens Atilia originaire de Campanie. Il est le père du célèbre Regulus.

## Biographie
En 294 av. J.-C., il est consul avec Lucius Postumius Megellus. Il mène la guerre contre les Samnites sur leur territoire. À la faveur du brouillard, ceux-ci attaquent son camp et lui infligent des pertes avant d'être repoussés. L'arrivée du second consul Postumius avec son armée permet de reprendre l'initiative. Atilius rencontre l'armée samnite près de Luceria. Les Romains essuient des pertes au cours d'une première journée de combat et se replient sur leur camp. Le lendemain, Atilius parvient tant bien que mal à rétablir les rangs de ses soldats en les empêchant de se réfugier dans leur camp, puis contre-attaque et parvient à vaincre les Samnites, mais ces deux jours de combat lui coûtent 7 800 morts, contre 4 800 tués et 7 200 prisonniers samnites, qui sont contraints de passer sous le joug. Selon Tite-Live, on  refuse à Atilius les honneurs du triomphe en raison des pertes subies et pour avoir imposé aux prisonniers de passer sous le joug sans l'avoir fait préalablement accepté par un pacte. Tite-Live est toutefois contredit par les Fasti triumphales, où Atilius figure comme triomphateur des Samnites et des Volsones, peuple inconnu des historiens.